# Achraf Hamzaoui
Achraf Hamzaoui, né le 31 janvier 1991, est un joueur algérien de handball.
Avec l'équipe nationale algérienne, il participe notamment au Championnat d'Afrique 2020,, bénéficiant du forfait sur blessure de Yahia Zemouchi.
En club, il évolue alors au CR Bordj Bou Arréridj.

## Palmarès

### Avec l'Équipe d'Algérie
Championnats d'Afrique
- Médaille de bronze au Championnat d'Afrique  2020 ( Tunisie)